# Death Culture
Death Culture je četrti studijski album slovenske death metal skupine Noctiferia, izdan 15. marca 2010 pri založbi Listenable Records.

## Seznam pesmi
Vse pesmi je napisala skupina Noctiferia.
1. »Premonition« – 1:43
2. »Terror« – 2:38
3. »Deluders & Followers« – 4:14
4. »Monarch« – 5:20
5. »Demoncracy« – 3:43
6. »Slavedriver« – 3:03
7. »Rust« – 5:18
8. »Non Individuum« – 4:39
9. »Catarsis« – 3:43
10. »Demagog« – 4:21
11. »Holymen« – 4:17
12. »Samsara« – 3:54
13. »S.M.02« (bonus pesem) – 2:15

## Zasedba

### Noctiferia
- Gianni Poposki — vokal, tolkala
- Igor Nardin — kitara, klaviature, programiranje
- Uroš Lipovec — bas kitara
- Matthias Gergeta — bobni, tolkala
- Roman Fileš — kitara

### Ostali
- Peter Tägtgren — miksanje
- Jonas Kjellgren — mastering